# Ser Anzoategui
Ser Anzoategui es una persona estadounidense que se dedica a la actuación que adquirió fama por interpretar a Eddy en el drama de Starz Vida (2018-2020) y a Daysi Cantú en East Los High (2015-2016).

## Primeros años de vida
Anzoategui nació en Huntington Park, California, y se crio en varias comunidades del este de Los Ángeles. Sus padres emigraron a los Estados Unidos desde Argentina y Paraguay. Es una persona de género no binario y utiliza los pronombres en inglés they/them.
Anzoategui asistió a la Universidad Loyola Marymount en California.

## Carrera
Anzoategui empezó su carrera de actuación en la escena teatral de Los Ángeles. Ha producido, escrito y protagonizado la obra de teatro semiautobiográfica llamada Catholic School Daze, que le llevó a tener más prominencia.
Cuando Anzoategui empezó a acudir a audiciones para papeles con guion, rara vez se le tenía en cuenta, a pesar de presentarse como mujer en esos momentos. Fue después cuando empezó a escribir y actuar en espectáculos de teatro autobiográfico, como Ser y Catholic School Daze. Anzoategui estaba actuando en producciones teatrales cuando se le seleccionó para actuar en East Los High. Interpretó el papel de Daysi Cantu, un personaje masculino.
También interpretó a Eddy en Vida durante las tres temporadas que duró, entre 2018 y 2020. Eddy es la viuda de Vidalia, sensible y marimacho, que intenta proteger el negocio del que es copropietaria con su esposa cuando las hijas de Vida regresan para el funeral. La actuación de Anzoategui en el programa ha sido recibida positivamente por la crítica. Lina Lecaro de LA Weekly declaró: "Poderosamente interpretada por el actor de teatro local de toda la vida Ser Anzoategui, de Los Ángeles. Eddy es en muchos sentidos el corazón del espectáculo. Transmite la profundidad de su dolor, su pérdida y su esperanza mientras intenta forjar una relación con las jóvenes, incluso cuando surge un conflicto sobre cómo honrar los deseos de la mujer que las unió."

## Premios
Anzoategui ha recibido la nominación a “Mejor Actor de Reparto” por su interpretación de Vida en los Premios Imagen 2019.

## Filmografía

### Televisión
| Año             | Título          | Rol         |
| --------------- | --------------- | ----------- |
| 2015–2016       | East Los High   | Daysi Cantu |
| 2018–2020       | Vida            | Eddy        |
| 2019            | Better Things   | Sil         |
| 2022-Actualidad | Pinecone & Pony | Wren (voz)  |

### Películas
| Year | Title                             | Role           |
| ---- | --------------------------------- | -------------- |
| 2019 | Sargasso                          | Olga           |
| 2020 | Disclosure: Trans Lives on Screen | Ser Anzoategui |